# بوکووینا (استان پومرانی)
بوکووینا (به لهستانی:  Bukowina) یک روستا در لهستان است که در گمینا تسویتسه واقع شده‌است. بوکووینا ۵۴۱ نفر جمعیت دارد.